# Nombre transcendant

En mathématiques, un nombre transcendant est un nombre réel ou complexe qui n'est racine d'aucun polynôme non nul
où n est un entier naturel et les coefficients ai sont des rationnels non tous nuls, ou encore (en multipliant ces n + 1 rationnels par un dénominateur commun) qui n'est racine d'aucun polynôme non nul à coefficients entiers. Un nombre réel ou complexe est donc transcendant si et seulement s’il n'est pas algébrique.
Comme tout nombre rationnel est algébrique, tout nombre transcendant est donc un nombre irrationnel. La réciproque est fausse : par exemple √2 est irrationnel mais n'est pas transcendant, puisqu'il est solution de l'équation polynomiale x2 – 2 = 0.
Puisque l'ensemble des nombres algébriques est dénombrable, l'ensemble des réels transcendants est non dénombrable (il a la puissance du continu), et presque tout nombre (parmi les réels ou les complexes) est transcendant. Néanmoins, seulement peu de classes de nombres transcendants sont connues et prouver qu'un nombre donné est transcendant peut être extrêmement difficile.
Les exemples les plus connus de nombres transcendants sont π et e.

## Histoire
Leibniz fut probablement la première personne à croire en l'existence[évasif] de nombres transcendants. Le nom « transcendant » vient de sa publication de 1682, où il démontra que sinus n'est pas une fonction algébrique. L'existence des nombres transcendants fut prouvée pour la première fois en 1844 par Joseph Liouville, qui exhiba des exemples, incluant la constante de Liouville :
{\displaystyle c=\sum _{j=1}^{\infty }10^{-j!}=0{,}110001000000000000000001000\ldots }
dans laquelle le n-ième chiffre après la virgule est 1 si n est une factorielle (l'un des nombres 1, 2, 2×3 = 6, 2×3×4 = 24, etc.) et 0 sinon ; ce nombre est particulièrement bien approché par les nombres rationnels. Joseph Liouville montra que les nombres ayant cette propriété (que nous nommons maintenant nombres de Liouville) sont tous transcendants.
Jean-Henri Lambert, prouvant entre autres l'irrationalité de π et redémontrant celle de e, conjectura qu'ils étaient même transcendants. Le premier nombre à avoir été démontré transcendant sans avoir été construit spécialement pour cela fut e, par Charles Hermite en 1873.
En 1874, Georg Cantor démontra que les nombres algébriques réels sont dénombrables et les nombres réels sont non dénombrables ; il fournit également une nouvelle méthode permettant de construire des nombres transcendants. En 1878, Cantor publia une construction démontrant qu'il y a « autant » de nombres transcendants que de nombres réels. Ces résultats établissant l'ubiquité des nombres transcendants.
En 1882, Ferdinand von Lindemann démontra que e à n'importe quelle puissance algébrique non nulle est transcendant, prouvant ainsi entre autres la transcendance de π. Cette approche fut généralisée par Karl Weierstrass avec le théorème de Lindemann-Weierstrass (en 1885).
La transcendance de π a permis la démonstration de l'impossibilité de résoudre plusieurs problèmes anciens de construction géométrique à la règle et au compas, incluant le plus célèbre d'entre eux, la quadrature du cercle.
En 1900, David Hilbert a posé une importante question à propos des nombres transcendants, connue sous le nom de septième problème de Hilbert : « Si a est un nombre algébrique non nul et différent de 1 et si b est un nombre algébrique irrationnel, alors le nombre ab est-il nécessairement transcendant ? »
La réponse, affirmative, fut donnée en 1934 par le théorème de Gelfond-Schneider. On peut obtenir facilement des nombres transcendants grâce à lui, par exemple 2√2.
Ce travail fut étendu par Alan Baker dans les années 1960.

## Quelques nombres transcendants connus
- Par le théorème d'Hermite-Lindemann,
  - le nombre e (base des logarithmes népériens), et plus généralement
    - les nombres {\displaystyle \mathrm {e} ^{a}} pour tout nombre {\displaystyle a} algébrique non nul ;

  - le nombre {\displaystyle \sin 1}, et plus généralement
    - les nombres {\displaystyle \cos a} et {\displaystyle \sin a}, pour tout nombre {\displaystyle a} algébrique non nul.
- Par la contraposée de ce même théorème,
  - le nombre π,
  - les nombres {\displaystyle \ln a} si {\displaystyle a} est un réel algébrique strictement positif et différent de 1,
  - le nombre de Dottie.
- Par le théorème de Gelfond-Schneider,
  - le nombre 2√2 (constante de Gelfond-Schneider),
  - le nombre réel eπ = (–1)–i (constante de Gelfond),
  - le nombre réel e–π/2 = ii (racine carrée de l'inverse du précédent),
  - plus généralement les nombres {\displaystyle a^{b}} où {\displaystyle a} est un nombre algébrique différent de 0 et de 1 et où {\displaystyle b} est algébrique mais non rationnel.
- Par la contraposée de ce même théorème,
  - des nombres tels que {\displaystyle {\ln 3 \over \ln 2}=\log _{2}3}.
- Des nombres tels que {\displaystyle x\ln 2+y\ln 3+z\ln 5} avec {\displaystyle x,y,z} algébriques non tous nuls (voir le théorème de Baker).
- Γ(1/3), Γ(1/4) et Γ(1/6), où Γ est la fonction gamma d'Euler (chacun de ces nombres est même algébriquement indépendant de π).
- La constante de Champernowne 0,12345678910111213… obtenue en écrivant à la suite les entiers naturels en base dix (théorème de Mahler, 1961)
- Les nombres de Liouville, comme {\displaystyle \sum _{k=0}^{+\infty }10^{-\lfloor \beta ^{k}\rfloor };\qquad \beta >1\;,}
où {\displaystyle \lfloor x\rfloor } est la partie entière du réel {\displaystyle x}. Par exemple, si {\displaystyle \beta =2}, ce nombre est 0,11010001000000010000000000000001000…
- Les sommes de certaines séries à convergence rapide, mais moins que celle des nombres de Liouville, ont été montrées transcendantes par des généralisations de son résultat ; c'est par exemple le cas de la série des inverses des nombres de Fermat[3] ou des nombres de Fredholm de deuxième espèce[4].
- À l'aide de suites automatiques :
  - les nombres dont le développement décimal (ou dans une autre base) est défini par une suite automatique[5] qui n'est pas périodique à partir d'un certain rang[N 5] ;
  - les fractions continues dont la suite des quotients partiels est automatique[6] mais n'est pas[N 6] périodique à partir d'un certain rang.
- Ω, constante de Chaitin, et plus généralement : chaque nombre non calculable est transcendant (puisque tous les nombres algébriques sont calculables).
- La constante de Prouhet-Thue-Morse

Toute fonction algébrique non constante à une variable donne une valeur transcendante lorsqu'on lui applique une valeur transcendante. Donc, par exemple, en sachant que π est transcendant, nous pouvons immédiatement déduire que 5π, (π – 3)/√2, (√π – √3)8 et (π5+7)1/7
 sont aussi transcendants.
Néanmoins, une fonction algébrique à plusieurs variables peut donner un nombre algébrique lorsqu'elle est appliquée aux nombres transcendants si ces nombres ne sont pas algébriquement indépendants. On ignore si π + e, par exemple est transcendant, mais au moins l'un des deux nombres π + e et πe est transcendant. Plus généralement, pour deux nombres transcendants a et b, au moins l'un des nombres a + b et ab est transcendant. Pour voir cela, considérons le polynôme (X – a)(X – b) = X2 – (a + b)X + ab ; si a + b et ab étaient tous deux algébriques, alors ce polynôme serait à coefficients algébriques. Comme les nombres algébriques forment un corps algébriquement clos, ceci impliquerait que les racines du polynôme, a et b soient algébriques. Mais ceci est une contradiction et ainsi, au moins un des deux coefficients est transcendant.

## Classification des nombres transcendants
Kurt Mahler a introduit en 1932 une partition des nombres transcendants en trois ensembles, qu'il note S, T, et U. La définition de ces classes repose sur une généralisation de la notion de mesure d'irrationalité.

### Mesure de transcendance d'un nombre complexe
Soit {\displaystyle z} un nombre complexe. On cherche à évaluer à quel point il est possible d'approcher {\displaystyle z} par une racine d'un polynôme à coefficients entiers en fonction de son degré (inférieur ou égal à un entier {\displaystyle n}) et de ses coefficients (de module majoré par un entier {\displaystyle H}).
Soit {\displaystyle m(z,n,H)} la plus petite valeur non nulle prise par {\displaystyle |P(z)|} quand {\displaystyle P} parcourt cet ensemble fini de polynômes. On note (avec {\displaystyle \limsup } désignant la limite supérieure) :
- {\displaystyle \omega (z,n,H)=-{\frac {\log m(z,n,H)}{n\log H}}}
- {\displaystyle \omega (z,n)=\limsup _{H\to \infty }\omega (z,n,H)}.

Dans le cas où {\displaystyle n=1} on reconnaît le logarithme de la mesure d'irrationalité.
On définit trois classes
- U est l'ensemble des nombres complexes {\displaystyle z} tels que {\displaystyle \omega (z,n)=+\infty } au-delà d'un certain {\displaystyle n} (qu’on appelle le degré de {\displaystyle z}) ;
- T est l'ensemble des nombres complexes {\displaystyle z} tels que la suite {\displaystyle \left(\omega (z,n)\right)} est à valeurs finies mais n'est pas bornée ;
- S est l'ensemble des nombres complexes {\displaystyle z} tels que la suite {\displaystyle \left(\omega (z,n)\right)} est bornée.

### Exemples
Tout nombre transcendant est dans l'une des classes S, T ou U ; mais la classification précise est parfois difficile à établir. On ne sait par exemple pas si {\displaystyle \pi } est dans S ou dans T. En revanche dans certains cas particuliers il est possible de conclure plus finement.

#### Éléments de la classe U
- Par définition, un nombre de Liouville {\displaystyle \lambda } est tel que {\displaystyle \omega (\lambda ,1)=+\infty }. La classe U contient donc l'ensemble des nombres de Liouville[8], qui a la puissance du continu[N 1].
- Pour tout entier {\displaystyle n}, la racine n-ième n√λ de tout nombre de Liouville λ est un élément de U de degré {\displaystyle n}[10].

#### Éléments de la classe S
La fonction exponentielle envoie tout nombre algébrique non nul sur un élément de S, ce qui précise le théorème d'Hermite-Lindemann. D'après le théorème de Lindemann-Weierstrass, S contient donc un ensemble dénombrable algébriquement libre (sur {\displaystyle \mathbb {Q} }).
Le cardinal de S (égal à son degré de transcendance) est en fait la puissance du continu, et même : presque tout réel appartient à S.

#### Éléments de la classe T
Lorsque Mahler publia sa partition des nombres transcendants, il conjecturait que T est non vide. Cette conjecture ne fut démontrée que 35 ans plus tard, par Wolfgang M. Schmidt,,. La classe T a même la puissance du continu.

### Propriétés algébriques
La somme ou le produit de deux nombres transcendants peuvent ne pas être transcendants, ni même irrationnels. La partition de Mahler offre cependant une condition suffisante d'indépendance algébrique :
Théorème — 
Deux nombres transcendants appartenant à deux classes différentes sont algébriquement indépendants.

## Problèmes ouverts
On ignore si les nombres suivants sont ou non transcendants :
- e + π, eπ, ee, πe[16] , mais il est sûr que l'une des deux e + π, ou  eπ est transcendante.
- π - e, e/π, ππ ;
- la constante d'Euler-Mascheroni γ, la constante de Catalan et la constante de Brun (dont on ignore même si elles sont irrationnelles) ;
- la constante d'Apéry ζ(3) (dont on sait qu'elle est irrationnelle).
- la constante d'Euler-Gompertz {\displaystyle \delta =\int _{0}^{\infty }\ln(1+x)e^{-x}\mathrm {d} x}, mais l'une des deux constantes d'Euler-Mascheroni et d'Euler-Gompertz est  transcendante[17].

Tous les nombres de Liouville sont transcendants mais les nombres transcendants ne sont pas tous des nombres de Liouville. Tout nombre de Liouville doit avoir des termes non bornés dans son développement en fraction continue, donc en utilisant un argument de dénombrement, on peut montrer qu'il existe des nombres transcendants qui ne sont pas des nombres de Liouville. En utilisant le développement explicite en fraction continue de e, on peut montrer que e n'est pas un nombre de Liouville. Kurt Mahler montra en 1953 que π n'est pas non plus un nombre de Liouville. On conjecture souvent que toutes les fractions continues à quotients partiels bornés qui ne sont pas périodiques à partir d'un certain rang sont transcendantes.
La généralisation du septième problème de Hilbert qui serait de caractériser les transcendants parmi tous les nombres ab lorsque a ≠ 0 et a ≠ 1 est algébrique, reste non résolue[réf. souhaitée]. On sait que si b est rationnel alors ab est algébrique, et (d'après le théorème de Gelfond-Schneider mentionné plus haut) que si b est algébrique irrationnel alors ab est transcendant, mais qu'en est-il si b est transcendant ? (Il peut arriver que ab soit algébrique, comme dans l'exemple a = 2, b = log(3)/log(2).)

## Généralisations
Si L est une extension de corps de K, un élément de L est dit transcendant sur K s’il n'est pas algébrique sur K. C’est en particulier le cas des fonctions transcendantes.